# Автоматы Калашникова производства Болгарии
Автоматы Калашникова производства Болгарии включают в себя несколько различных моделей, модификаций и вариантов исполнения.

## История
После окончания Второй мировой войны на вооружении вооружённых сил Болгарии оставалось импортное стрелковое оружие нескольких различных систем под разные варианты боеприпасов. Основным типом стрелкового оружия в это время являлись 8-мм магазинные винтовки системы Манлихера обр. 1895 года (принятые на вооружение перед началом Первой Балканской войны), а также 7,62-мм винтовки и карабины Мосина (полученные по программе военной помощи из СССР в 1944—1945 гг.). Кроме того, использовались пистолеты-пулемёты ZK-383 и ППШ, а на складах мобилизационного резерва хранилось некоторое количество оружия других систем.
В условиях начавшейся «холодной войны» положение Болгарии являлось сложным, так как в соответствии с подписанным в 1947 году в Париже мирным договором общая численность вооружённых сил страны и количество военной техники были ограничены (в то время как Греция и Турция подобных ограничений не имели и начали получать технику и вооружение по программе военной помощи из США).
18 февраля 1952 года Греция и Турция вступили в блок НАТО.
14 мая 1955 года Народная Республика Болгария вошла в Организацию Варшавского Договора и приняла на себя обязательства о стандартизации используемого вооружения и военной техники. Предложение об унификации стрелкового оружия и боеприпасов армий стран Варшавского договора поддержал главнокомандующий Объединёнными вооружёнными силами стран Варшавского договора маршал И. С. Конев.

### 1956—1989
Для повышения боевой эффективности войск было принято решение об их перевооружении автоматическим оружием. После получения комплекта технической документации из СССР, в 1956 году на заводе № 10 в городе Казанлык началось освоение производства автомата АК и патронов 7,62 × 39 мм к нему.
В 1958 году был выпущен первый автомат Калашникова болгарского производства (не имевший конструктивных отличий от советских автоматов за исключением маркировки), который был принят на вооружение под наименованием «автомат Калашников». Позднее было освоено производство автоматов АКМ и АКМС.
В 1984—1986 гг. было освоено производство 5,45-мм автоматов (копии советских АК-74 и АКС-74), в 1985—1987 годы — производство патронов 5,45 × 39 мм.

### После 1989
После смены правительства в 1989 году военные расходы были уменьшены, началось сокращение вооружённых сил. 12 июня 1989 года машиностроительный комбинат им. Фридриха Энгельса был перерегистрирован как государственная компания «Арсенал» с правом ведения самостоятельной хозяйственной политики, а 20 декабря 1991 года она была преобразована в закрытое акционерное общество «Арсенал». В изменившихся условиях было принято решение об экспорте стрелкового оружия. Началась разработка новых модификаций автоматов Калашникова, предназначенных для коммерческой продажи в качестве гражданского оружия.
Тем не менее, до 1990 года автоматы Калашникова болгарского производства не поставлялись на экспорт.
В 1994 году на рынок США был предложен «самозарядный карабин SA-93» (7,62-мм автомат Калашникова с возможностью ведения стрельбы только одиночными выстрелами, деревянным прикладом изменённой формы и уменьшенной ёмкостью магазина). В дальнейшем были разработаны и предложены другие варианты.
В условиях экономического кризиса 1990-х годов имели место хищения автоматов с армейских складов, которые начали контрабандой поступать за границы страны.
В 1998 году «Арсенал» продал 10—12 тыс. автоматов в Эритрею и Анголу.
В 1999 году «Арсенал» разработал 5,56-мм автоматы Калашникова, соответствующие стандартам НАТО, которые были предложены на экспорт. Также, с 1999 года болгарская компания «Арсенал» отказалась от использования названия «автомат Калашникова» (однако выпуск автоматов был продолжен под наименованием AR, а выпуск их самозарядных вариантов — под названием SLR).
После того, как в декабре 2000 года с помощью болгарского завода «Арсенал» в городе Лас-Вегасе (штат Невада, США) был создан завод «Arsenal, Inc.» по производству автоматов Калашникова (получивший от правительства США право продавать выпущенное оружие не только на территории США, но и на экспорт), отношения между компанией «Арсенал» и Россией осложнились, российская сторона начала называть болгарские автоматы «контрафактной продукцией». Кроме того, высказывались сомнения, что дешёвые экспортные варианты автоматов, изготовленные для стран «третьего мира» соответствуют по качеству оружию российского производства.
В ответ, компания «Арсенал» объявила, что она прекратила выпуск автоматов Калашникова и производит их модернизированные варианты.
- в частности, предусмотрена возможность оснащения автоматов болгарского производства прицельной планкой «Picatinny»[10]

В октябре 2001 года США начали войну в Афганистане, весной 2003 года — совершили вторжение в Ирак. В дальнейшем под контролем США в Ираке и Афганистане началось формирование новых вооружённых сил и охранно-полицейских структур, на вооружение которых начали закупать автоматы Калашникова. В конце 2003 года «Арсенал» выиграл контракт на поставку 40 тыс. автоматов для вооружённых сил и полиции Ирака.
- помимо официальных государственных контрактов, автоматы Калашникова болгарского производства закупались для государственных силовых структур Ирака и действовавшие на территории Ирака частные военные и охранные компании через частные фирмы (так, в феврале 2007 года полицией Италии была пресечена попытка граждан Италии закупить для перепродажи в Ирак через зарегистрированную на Мальте фирму «MIR Ltd.» 100 тысяч автоматов Калашникова болгарского производства)[12].

29 марта 2004 года Болгария вошла в состав блока НАТО (стандартным автоматным патроном которого является 5,56 × 45 мм) и приняла на себя обязательства перейти на стандарты НАТО, однако 7,62-мм автоматы Калашникова по-прежнему остались основным типом стрелкового оружия вооружённых сил Болгарии.
В начале 2022 года министерством обороны Болгарии было принято решение о модернизации находящихся на вооружении 7,62-мм автоматов Калашникова (предусмотрена установка на дульный срез ствола компенсатора по образцу автомата АКМ; установка прицельной планки Пикатинни на крышку ствольной коробки; замена деревянного цевья на новое пластмассовое цевье с прицельной планкой Пикатинни; замена стандартной рукояти на более удобную пластмассовую рукоять и замена приклада на более удобный телескопический приклад). Первые модернизированные таким образом автоматы поступили на вооружение 61-й механизированной бригады болгарской армии, по результатам их опытной эксплуатации в сентябре 2022 года было выделено 3,7 млн левов на модернизацию ещё 12 150 автоматов.

## Варианты и модификации
- АК («автомат Калашников») — копии советских 7,62-мм автоматов Калашникова АК (с постоянным деревянным прикладом) и АКС (со складным металлическим плечевым упором)[10]
- AR-M1 / AR-M1F — модель на базе АК-74 под патрон 5,56×45 мм, но тяжелее, с более низким темпом стрельбы, имеет более высокую начальную скорость пули и светящиеся вставки в прицел.
- AR-M2 / AR-M2F, AR-SF — модель на базе АКС-74У под патрон 5,56×45 мм с возможностью установки лазерного целеуказателя
- AR-M4SF — укороченный АКС-74 с прицелом «Red-Dot» и возможностью установки ночного прицела и лазерного целеуказателя
- AR-M7 — более тяжёлые версии АКМ под патрон 5.56x45 НАТО или 7,62×39 мм (AR-M7F) — со складным прикладом, пластмассовой фурнитурой, светящимися вставками в прицеле.
- AR-M9 — копия АКМ с фурнитурой из чёрной пластмассы.
- AR, AR-F, АР-1, AR-1F — модификация АК-47, с фурнитурой из чёрной пластмассы, светящимися вставками в прицел и прицельной планкой.

## Страны-эксплуатанты
- Болгария — автоматы Калашникова болгарского производства различных модификаций остаются на вооружении вооружённых сил[10], полиции и других государственных силовых структур Болгарии;
- Грузия — 3500 шт. 5,45-мм автоматов AR-M1 было закуплено в 2007 году в Болгарии[13] для государственных силовых структур[14];
- Индия — 1 января 2003 года было подписано соглашение о покупке в Болгарии партии автоматов для МВД Индии (однако в апреле 2004 года оппозиция в индийском парламенте выступила с критикой контракта, так как оружие предлагалось купить через зарегистрированную в Софии фирму-посредника «Кинтекс»; выделение финансирования было отложено[15][16] и поставка не состоялась); в 2009 году было закуплено 3836 шт.[17], в 2010 году был подписан контракт на поставку крупной партии автоматов Калашникова болгарского производства[18] (так как стоимость 7,62-мм автоматов болгарского производства составляла 22 000 рупий — несколько меньше, чем стоимость автоматов российского производства и на 5000 рупий меньше, чем стоимость автоматов INSAS индийского производства); всего до конца 2013 года было поставлено 100 тыс. автоматов, поступивших на вооружение индийской армии и спецподразделений индийской полиции[19];
- Ирак[9];
- Исламская Республика Афганистан[9] — 7,62-мм автоматы Калашникова болгарского производства использовались подразделениями афганской полиции вместе с 7,62-мм автоматами Калашникова советского, китайского, румынского, венгерского производства и образцами, изготовленными в полукустарных условиях на территории Пакистана[20];
- Парагвай — с 1980-х годов основным типом стрелкового оружия является винтовка FN FAL 50-00, но в Болгарии была закуплена партия автоматов AR-M1F под патрон 7,62х39 мм, которые оставались на вооружении армейских подразделений и в 2012 году[21];
- США — партия 5,56-мм автоматов AR-M1 закуплена для батальона OPFOR армии США и используется в учебном центре в Хоэнфельсе на территории ФРГ[22];
- Уганда — партия автоматов AR-M9F под патрон 7,62х39 мм закуплена для армии Уганды[23].

## Музейные экспонаты
- Первый автомат Калашникова болгарского производства является экспонатом музея истории предприятия на оружейном заводе «Арсенал» в городе Казанлык[3]